# Clark Gable
William Clark Gable (Cádiz, Ohio, 1 de febrero de 1901-Los Ángeles, California, 16 de noviembre de 1960) fue un actor estadounidense, considerado uno de los actores más notorios del cine clásico de Hollywood.
Su momento de esplendor fueron los años treinta, desde los taquillazos de Los seis misteriosos (George Hill) o Un alma libre. Gable ganó un Óscar al mejor actor principal por It Happened One Night, película de 1934. A pesar de ello, se lo conoce más por su papel de Rhett Butler en el clásico del cine Lo que el viento se llevó, filme estrenado en 1939. En 1935 también había sido nominado al Óscar por su intervención en Mutiny on the Bounty. En los cincuenta, su estrella se mantuvo gracias a algunos éxitos, especialmente en el wéstern o la comedia, entre los que se destaca Mogambo, y el propio actor declaraba que esperaba la oportunidad de poder cerrar su carrera con una gran película. No la encontró hasta que en 1960 protagonizó su último papel en una película mítica por muchas razones: The Misfits, junto con Marilyn Monroe y Montgomery Clift. Su rodaje concluyó el 4 de noviembre de 1960, 12 días antes de la muerte de Gable. La película se estrenó el 1 de febrero de 1961.

## Primeros años

### 1901-1919: nacimiento y juventud

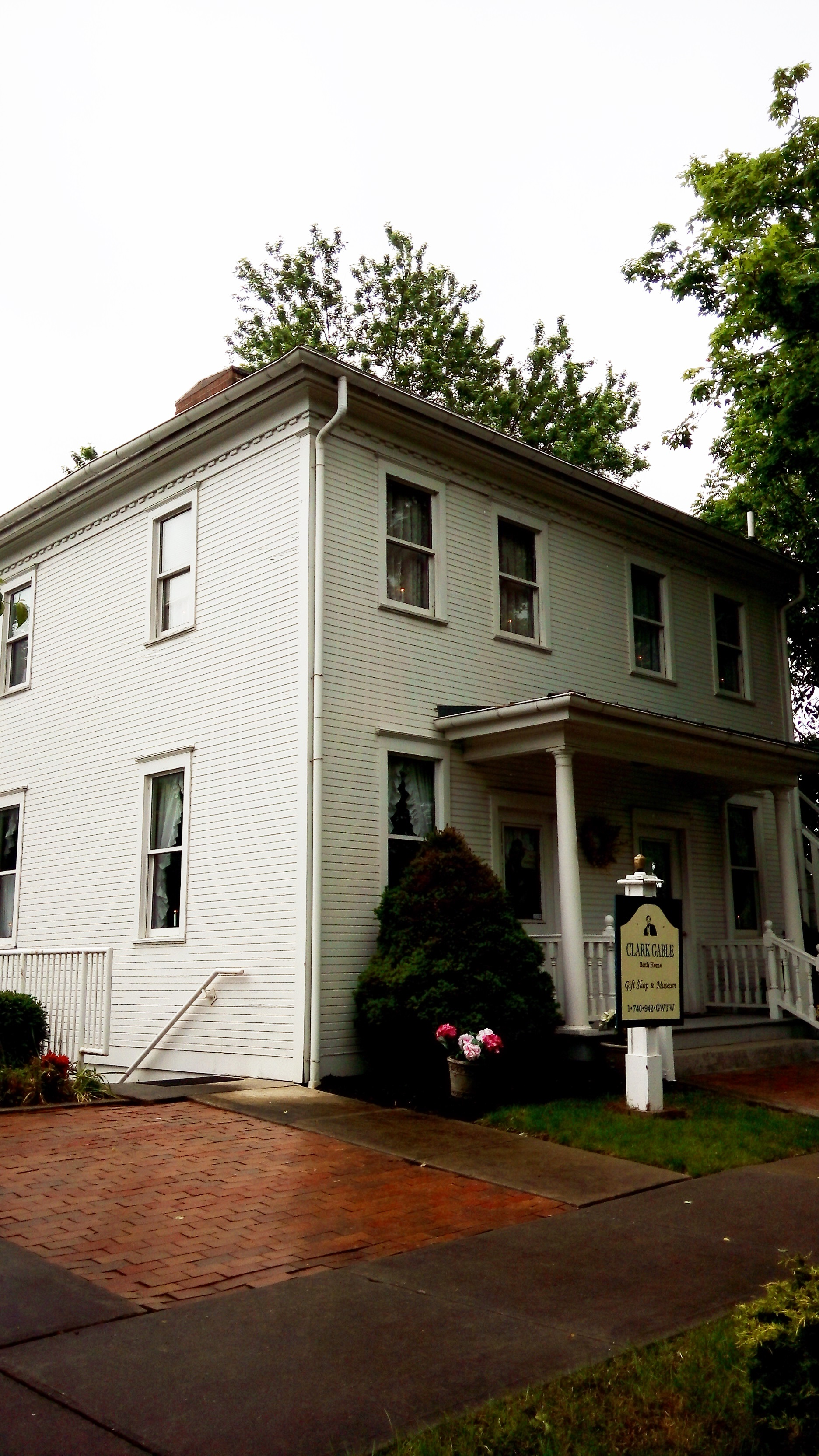
Lugar de nacimiento de Gable en Cádiz, Ohio

William Clark Gable nace el 1 de febrero de 1901 en Cádiz (Ohio), hijo de William Henry «Will» Gable (1870-1948), un perforador de pozos petroleros, y su mujer Adeline (nombre de soltera, Hershelman). Su padre era protestante y su madre católica. Gable tuvo como primer nombre William por su padre, pero casi siempre se le llamó Clark, y era nombrado como "el chico" por su padre. Debido a la letra ilegible del doctor, fue censado erróneamente como chica en el registro del condado, teniendo que ser corregido posteriormente por el secretario. Gable venía de una familia de ancestros alemanes y belgas.
Gable fue bautizado cuando tenía seis meses por la tradición católica en Dennison (Ohio). Cuando tenía tan solo diez, su madre murió. Su padre le arrancó de la fe católica, cosa que provocó la ira de la familia Hershelman. La disputa se resolvió cuando su padre permitió que el niño pasara tiempo con su tío materno Charles Hershelman y su mujer en su granja de Vernon, Pensilvania. En abril de 1913, el padre de Gable se casó con Jennie Dunlap (1874-1920).
La madrastra de Gable transformó al alargado y tímido chico con voz suave en un chico elegante y distinguido. También recibió clases de piano en su propia casa. He later took up brass instruments, becoming the only boy in the Hopedale Men's town band at age 13. Gable le atrajo el tema de la mecánica de los coches con su padre, que insistió en que se dedicara a actividades masculinas como la caza y el trabajo físico duro. Gable también amaba la literatura; podía recitar Shakespeare entre sus compañeros más cercanos, especialmente los sonetos.
Su padre tuvo dificultades financieras en 1917 y decidió abandonar la granja y se trasladó con su familia a Palmyra (Ohio), cerca de Akron (Ohio). Su padre insistó en que fuera él el que trabajara en la granja, pero Gable lo dejó pronto para trabajar en Akron para la Firestone Tire and Rubber Company.

### 1920-1923: primeros años de interpretación
Gable decidió convertirse en actor después de ver la obra The Bird of Paradise cuando tenía 17 años, pero no pudo comenzar a actuar hasta que tuvo 21 años donde recibió 300 dólares por el acuerdo con Hershelman. Tras la muerte de su madrastra en 1920, su padre se trasladó a Tulsa (Oklahoma), volviendo a su negocio de extracción de petróleo. Trabajó con su padre durante un tiempo, eliminando de lodos en los campos petroleros de Oklahoma antes de viajar al noroeste del Pacífico.: 15–16 
Gable empezó a hacer giras con compañías de segunda fila, pero lo dejaba para trabajar en aserraderos y otros trabajos ocasionales. Hizo ruta por el Medio Oeste hasta Portland (Oregón), donde trabajaría como vendedor en las tiendas de Meier & Frank. Allí también trabajaba el actor de teatro local Earle Larimore, (el sobrino de Laura Hope Crews que interpretó a la tía Pittypat junto a Gable en "Lo que el viento se llevó") que animó a Gable a volver a la actuación. A pesar de que Larimore no le invitó a unirse a su grupo de teatro The Red Lantern Players, le presentó a uno de sus miembros, Franz Dorfler.: 18  Después de que la pareja tuviera una audición en el The Astoria Players, la falta de entrenamiento de Gable era evidente, pero el grupo de teatro lo aceptó después de engatusar a Larimore. Gable y Dorfler se trasladaron a Astoria (Oregón), haciendo giras hasta su bancarrota. Posteriormente, luego regresó a Portland, donde Gable obtuvo un trabajo diurno con Pacific Telephone y comenzó a recibir lecciones dramáticas por la noche.: 19–21 : 31–40 
El profesor de interpretación de Gable en Portland fue Josephine Dillon. Ella misma le dio el dinero para que le arreglaran los dientes y le peinaran. Ella lo guio en la construcción de su cuerpo crónicamente desnutrido, y le enseñó un mejor control corporal y postura. Poco a poco logró bajar su voz naturalmente aguda, sus hábitos de habla mejoraron y sus expresiones faciales se volvieron más naturales y convincentes. Después de un largo período de su entrenamiento, Dillon consideró a Gable listo para intentar una carrera cinematográfica.: 24 

## Carrera cinematográfica

### 1924-1930: debut en películas mudas

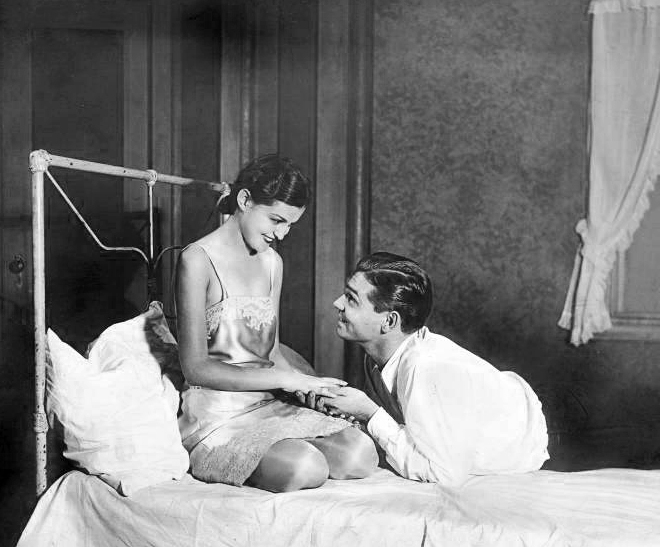
Gable con Zita Johann en la obra teatral Machinal (1928)

Gable y Dillon viajaron a Hollywood en 1924. Dillon se convirtió en su mánager y también su mujer. Ella era 17 mayor que él. Cambió su nombre de W. C. Gable a simplemente Clark Gable: 29  y apareció de extra en algunas películas mudas como la La viuda alegre (The Merry Widow) de Erich von Stroheim (1925), Días de colegial (The Plastic Age) (1925) protagonizasda por Clara Bow y La frivolidad de una dama (Forbidden Paradise) (1924) protagonizada por Pola Negri. Apareció en comedias de dos rollos como The Pacemakers y en la producción de la Fox La represa de la muerte (The Johnstown Flood) (1926). También apareció en algunos cortometrajes. De todas maneras, como las productoras no le ofrecían papeles importantes, volvió al teatro con la obra What Price Glory? (1925).
Se convirtió en amigo íntimo de Lionel Barrymore, que inicialmente regañó a Gable por lo que consideraba una actuación amateur, pero sin embargo lo instó a seguir una carrera teatral.: 36  Durante la temporada teatral de 1927-28, actuó con la Laskin Brothers Stock Company en Houston, Texas. Mientras estuvo allí, interpretó muchos papeles, adquirió una experiencia considerable y se convirtió en un ídolo matinal local. Se trasladó a Nueva York, donde Dillon le buscó trabajo en Broadway. Recibió buenas críticas en Machinal (1928), donde los críticos le describieron como una "joven, vigoroso y brutalidad masculina".: 49 
Gable y Dillon se separaron, firmando el divorcio en marzo de 1929, mientras él empezaba a trabajar en la obra Hawk Island en Nueva York y en la que hizo veinticuatro representaciones.: 56–57  En abril de 1930, se casaría con la socialité texana Maria Franklin Prentiss Lucas Langham, apodada Ria. Después de trasladarse a California, se casaron nuevamente en 1931, posiblemente debido a diferencias en los requisitos legales estatales.

### 1930-1935: primeros años de estrellato
En 1930, después de su aparición impresionante como el personaje hirviente y desesperado Killer Mears en la producción teatral de Los Ángeles de The Last Mile, Gable se le ofreció un contrato con Pathe Pictures. Su única película para ellos fue el papel de villano en la producción de bajo costo de El desierto pintado (The Painted Desert, 1931). El estudio tuvo problemas financieros después del estreno del filme así que Gable lo dejó para firmar con la Warner Bros.: 58–66 
Ese mismo año en Enfermeras de noche (Night Nurse), Gable interpreta al villano que deja inconsciente al personaje de Barbara Stanwyck por tratar de salvar a dos niños a quienes metódicamente mataba de hambre. Este papel estaba pensado para James Cagney hasta que el estreno de El enemigo público (The Public Enemy, 1931) lo catapultó al estrellato y renunció el papel. "Sus orejas son demasiado grandes y parece un simio", dijo el ejecutivo de Warner Bros. Darryl F. Zanuck sobre Gable, después de hacer el casting para el reparto del film de gánsteres Hampa dorada (Little Caesar, 1931). Después de fracasar en la prueba de pantalla con Zanuck, Gable firmó en 1930 por MGM por 650 dólares a la semana.: 64  Contrató a la bien conectada Minna Wallis, hermana del productor Hal Wallis, como su agente, cuyos clientes incluían a las actrices Claudette Colbert, Myrna Loy y Norma Shearer.

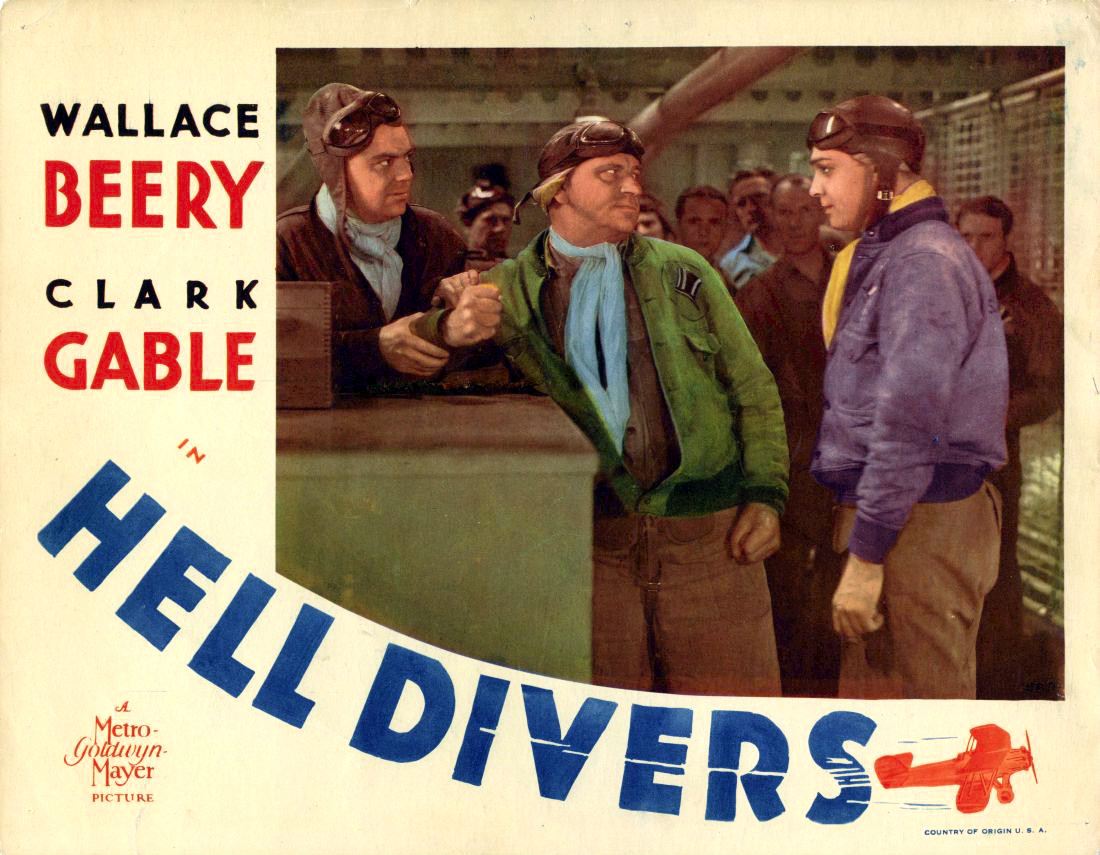
El papel secundario de Gable fue casi tan importante como el de Wallace Beery, y recibió una segunda facturación por encima del título en los créditos de la película.

La llegada de Gable a Hollywood ocurrió cuando MGM buscaba expandir su grupo de estrellas masculinas, y cumplió con lo esperado. Hizo dos películas en 1931 con Wallace Beery. En el primero, tuvo un papel secundario de increíble factura en Los seis misterios (The Secret Six, 1931), aunque su papel no era técnicamente el de secundario. Posteriormente, luego logró una segunda interpretación de secundaria casi con los mismos minutos en pantalla que Beery, que era la estrella de la película, en la película de aviación naval Titanes del cielo (Hell Divers, 1931). El director de publicidad de MGM Howard Strickling comenzó a lanzar la imagen de estudio de Gable en la revista Screenland jugando con su "leñador con traje de noche".
Para consolidar su popularidad, MGM comenzó a emparejarlo con grandes estrellas femeninas y algunas de ellas se interesaron por él. Es el caso de Joan Crawford que preguntó por él para aparecer con ella en Danzad, locos, danzad (Dance, Fools, Dance, 1931). La química de ambos fue reconocida por el ejecutivo Louis B. Mayer, quien no solo los pondría en siete películas más, sino que también comenzó a filmar Complete Surrender, sustituyendo a John Mack Brown como compañero de Crawford y renombrando el título por el Salvada (Laughing Sinners, 1931). Su fama después de Un alma libre (A Free Soul, 1931), en la que encarna a un gánster que da una nueva salto a Norma Shearer. Después de eso, Gable nunca más volvió a tener un papel secundario. De hecho, recibió un alud de cartas de sus aficionados por su interpretación y el estudio tomó nota. The Hollywood Reporter se refirió a Gable escribiendo "ha nacido una estrella en ciernes, una que, según nuestros cálculos, superará a todas las demás estrellas... Nunca hemos visto al público entusiasmarse tanto como cuando Clark Gable camina en la pantalla.": 80 
Gable coprotagonizó en Susan Lenox (Her Fall and Rise) (1931) con Greta Garbo, y en Amor en venta (Possessed, 1931), una película sobre un romance ilícito, con Joan Crawford (que por aquel entonces estaba casada con Douglas Fairbanks Jr.). Adela Rogers St. Johns más tarde apodó la relación de la vida real de Gable y Crawford como "el romance que casi quema Hollywood".: 82  Louis B. Mayer amenazó con cancelar ambos contratos, y por un tiempo, se mantuvieron separados cuando Gable dirigió su atención a Marion Davies mientras coprotagonizaban Polly, la chica del circo (Polly of the Circus, 1932). Gable fue considerado a encarnar a Tarzán en Tarzán de los monos (Tarzan the Ape Man, 1932), pero se le adjudicaron a Johnny Weissmuller por su físico y su capacidad para nadar. Enteonces, Gable se puso a trabajar en el proyecto de la película romántica Extraño interludio (Strange Interlude, 1932), nuevamente con Shearer, el segundo de los tres films en los que trabajaron juntos para MGM.

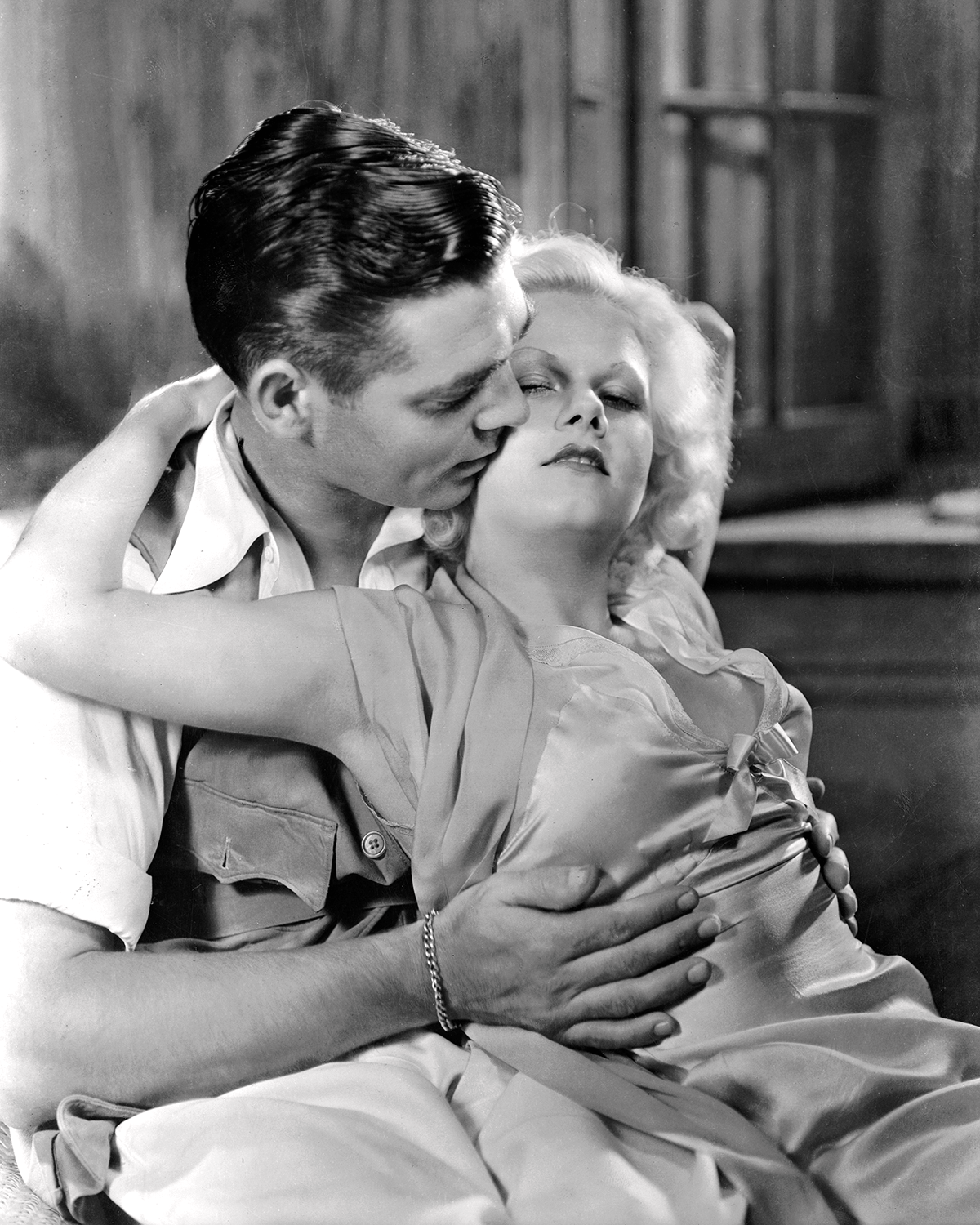
Gable junto a Jean Harlow en Red Dust (1932)

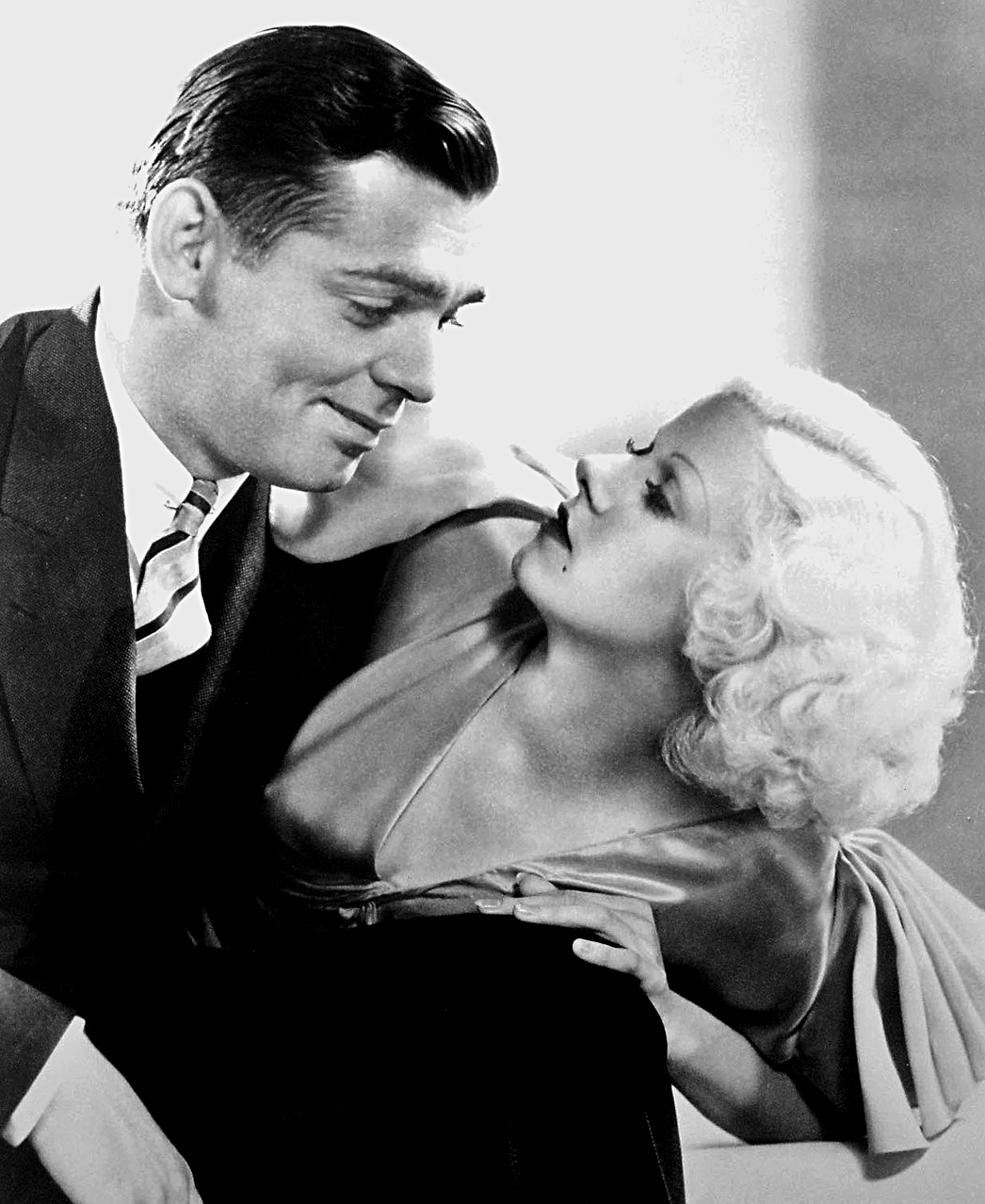
Gable y Harlow en Hold Your Man (1933), una de las seis películas en las que trabajaron juntos

Después de esto, Gable protagonizó junto a Jean Harlow la comedia romántica Tierra de pasión (Red Dust, 1932) ambientada en una plantación de caucho en Indochina. Gable encarna al capataz de la plantación con la prostituta bromista de Harlow; sin embargo, a su llegada, el personaje de Gable comenzó a perseguir a la remilgada y elegante recién casada de Mary Astor. Mientras algunos críticos afirmaban que Harlow le había robado escenas, muchos estaban de acuerdo con que Gable era un personaje magnético.
El aspecto sin afeitar de Gable ante una Jean Harlow sin sujetador en Red Dust lo convirtió en el protagonista romántico más importante de MGM. Con Gable consagrado como estrella, MGM aprovechó su estela para aupar a Myrna Loy, una actriz menos importante, en dos proyectosː Vuelo nocturno (Night Flight, 1933) y Hombres de blanco (Men in White, 1934) filmadas ambas en 1933 (aunque esta última retrasó en el lanzamiento debido a que la Legión de la Decencia hiciera los cortes hasta 1934). La relación del doctor (Gable) y la enfermera (Loy) acababa en un embarazo fuera del matrimonio, un tema delicado un tanto en el momento.
Gable y Harlow volvieron a coincidir en Tú eres mío (Hold Your Man, 1933), Mares de China (China Seas, 1935), donde la pareja compartía cartelera con Wallace Beery, y Entre esposa y secretaria (Wife vs. Secretary, 1936) con Myrna Loy y un prácticamente desconocido James Stewart. En total, seis películas en cinco años en una combinación que brillaba en la pantalla y fuera de ella. Su película final juntos fue Saratoga (1937), un éxito aún mayor que el de sus anteriores colaboraciones. Harlow murió durante la producción, cuando el rodaje estaba completo al 90 por ciento. Las escenas que quedaban fueron tomas lejanas y usando dobles como Mary Dees. Gable dijo que sintió como si tuviera "en sus brazos a un fantasma".: 179 
En 1934, MGM no tenía ningún proyecto listo en el que Gable estuviera interesado, pero le pagaba dos mil dólares a la semana. El jefe del estudio Louis B. Mayer dejó prestado al actor a Columbia por 2.500 dólares a la semana. Gable no fue la primera opción de Capra para hacer el papel del reportero Peter Warne en la comedia Sucedió una noche (It Happened One Night, 1934) junto a Claudette Colbert que interpreta a una heredera mimada. Pero Columbia lo quería y había pagado generosamente por ello. Se le ofreció originalmente el papel aRobert Montgomery, que lo rechazó, pensando que el guion era pobre.
| "It Happened One Night nos muestra el auténtico Gable. Nunca fue capaz de repetir un registro así excepto en esta película. Lo tenían interpretando a estos grandes amantes, pero él no era ese tipo de persona. Era un tipo con los pies en la tierra, amaba todo, se metía con la gente común. No quería interpretar esos grandes papeles de amante. Solo quería interpretar a Clark Gable, y eso se vio en It Happened One Night, y es una lástima que no lo dejaran seguir ese ritmo. |

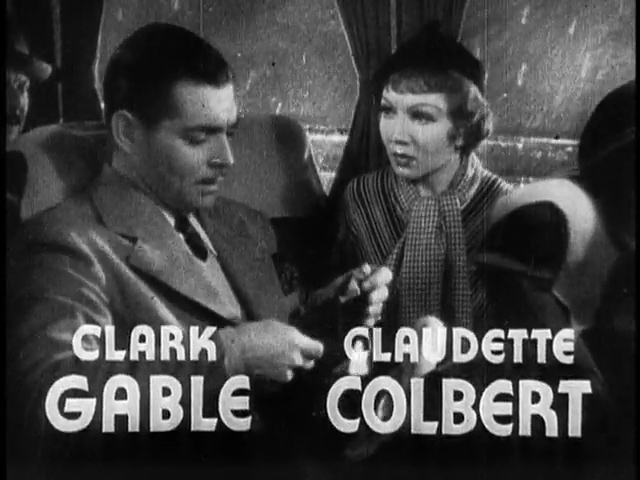
Imagen del avance de la película It Happened One Night (1934), por la que Gable obtuvo un Óscar al mejor actor.

Durante el rodaje, los personajes de Gable y Colbert tienen que viajar juntos desde Florida a Nueva York por cualquier medio disponible, la atmósfera estaba un poco tensa; A pesar de ello, tanto Gable como el director Frank Capra disfrutaron del rodaje. It Happened One Night se convirtió en la primera película en alcanzar las cinco grandes estatuillas de los Premios Óscar, con Gable llevándose el de Óscar al mejor actor y Colbert el de mejor actriz. "Los críticos elogiaron la farsa de ritmo rápido que entraría en un género romántico completamente nuevo: la comedia screwball." La película empezó floja en la taquilla pero el efecto boca oreja lo convirtió en todo un éxito. Incluso las ventas de ropa interior masculina cayeron en picado porque Gable no usó una camiseta interior en la película.
It Happened One Night elevó a Gable al estrellato más absoluto. Desde 1934 hasta 1942, cuando la Segunda Guerra Mundial interrumpió su carrera, siempre estuvo en los puestos principales de la lista de estrellas taquilleras.
La primera películas de Gable cuando volvió a MGM fue el de líder de los amotinados Fletcher Christian, en lo que el mismo Gable dijo a su amigo Irving Thalberg como "Inglés con bragas y sombrero de tres picos" y del que dijo al mismo Tharlbeg al final del rodaje "Apesto en ella". Rebelión a bordo (Mutiny on the Bounty, 1935) fue otro éxito de comercial y recibiendo ocho nominaciones a los Oscar, tres de ellas nominaciones a mejor actor para Gable, Charles Laughton y Franchot Tone. Al final, consigue el de mejor película, la segunda de las tres que protagoniza Gable. El film costó dos millones e ingresó 4,5, siendo uno de los mejores proyectos de la década. En 1935, Clark Gable fue protagonista de un escándalo sexual. Se le acusó supuestamente de violar a su coprotagonista Loretta Young mientras viajaban en un tren nocturno desde un estudio a Hollywood.

### 1936-1938: las colaboraciones con Spencer Tracy

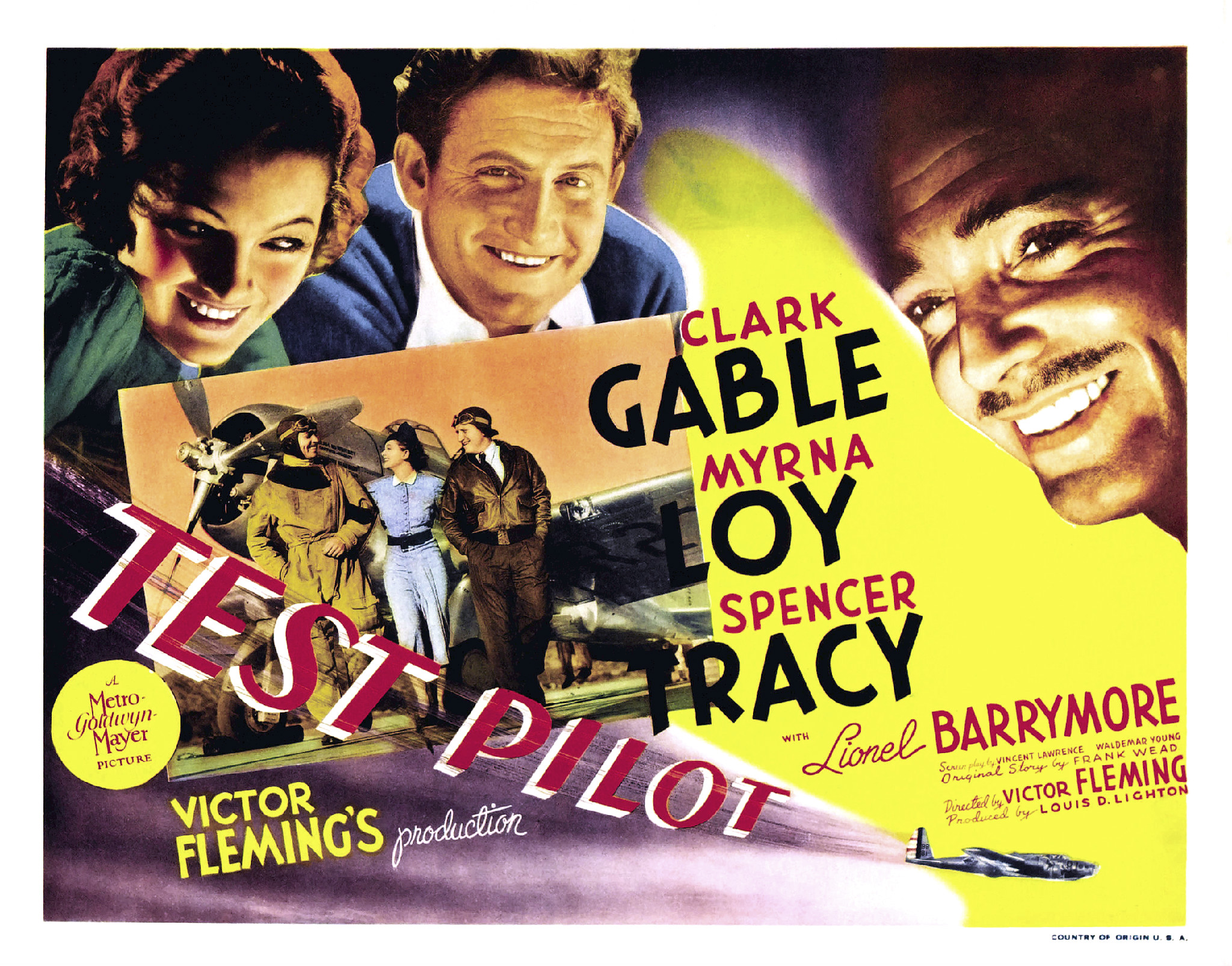
Postal promocional de Piloto de pruebas (1938).

Gable hizo tres películas con Spencer Tracy, lo que impulsó la carrera de Tracy y los consolidó permanentemente en la mente del público como tándem. San Francisco (1936), con Jeanette MacDonald, donde Tracy tan solo necesitó 17 minutos para tener una nominación a los Oscar como sacerdote católico, que noquea a Gable en un ring. El film volvió a ser un éxito de taquilla y se recuerda como uno de los mayores éxitos de la carrera de Gable. Su siguiente film juntos fue otro éxito de público Piloto de pruebas (Test Pilot, 1938), con Myrna Loy, que hizo siete películas con Gable. Aquí Gable interpreta a Jim Lane (el piloto de pruebas que da nombre al título) mientras que Tracy es el mecánico Gunner Morse.
Su tercera y última colaboración fue Fruto dorado (Boom Town, 1940), Tracy jugaría un papel más importante, con el título de protagonista directamente bajo Gable y por encima de Claudette Colbert y Hedy Lamarr. La película, una lujosa epopeya sobre dos salvajes petroleros que se convierten en socios y luego en rivales, fue un éxito de taquilla, ganando 5 millones de dólares. Gable y Tracy eran amigos fuera de la pantalla y compañeros de bebida. De hecho, Tracy fue una de las pocas estrellas de la industria de Hollywood que asistió al funeral privado de Lombard. Después de Fruto dorado, no hubo más colaboraciones entre Gable y Tracy. El éxito de Tracy llevó a negociar un nuevo contrato y ambas estrellas tenían condiciones contradictorias que requerían mayor caché para MGM y, por lo tanto, mayor gasto.

### 1939:Lo que el viento se llevó

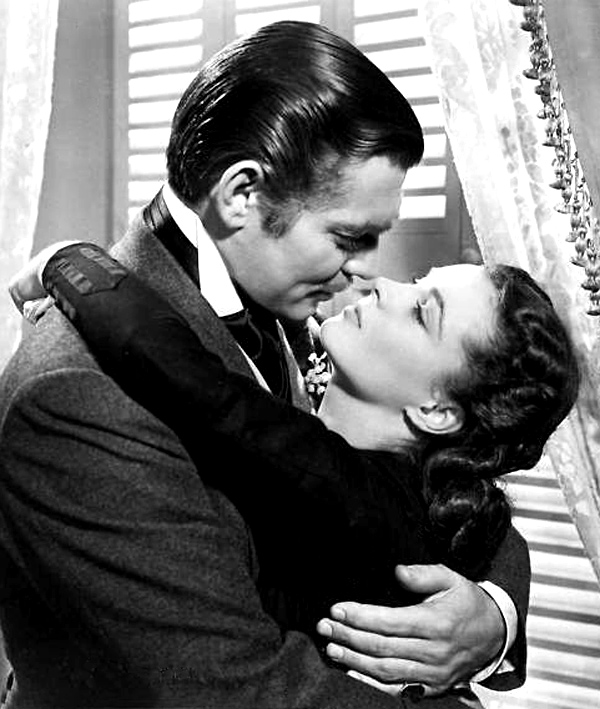
Gable con Vivian Leigh en la película Lo que el viento se llevó (1939), que lo muestra en su papel de Rhett Butler. Fue probablemente el que más fama le otorgó en su carrera, y le valió otra nominación al Óscar como mejor actor.

A pesar de su carrera brillante, Gable es sobre todo conocido por su interpretación en Lo que el viento se llevó (1939). La última frase de Butler en la película Gone with the Wind, "Francamente querida, me importa un bledo" (Frankly, my dear, I don't give a damn), es una de las frases más famosas de la historia del cine.
Carole Lombard fue la primera en sugerirle que podría hacer el papel de Rhett Butler (y ella el de Scarlett) cuando compró el libro, que él había rechazado leer.: 164  Pero la realidad es que Gable fue casi desde el principio el favorito para el papel de Rhett tanto para el público como para el productor David O. Selznick. Como Selznick no tenía estrellas bajo contrato, tuvo que negociar con otro estudio para que le prestara el actor. Gary Cooper era la primera opción de Selznick. Cuando Cooper rechazó el papel Butler, se le citó diciendo: 

"Lo que el viento se llevó va a ser el fracaso más grande en la historia de Hollywood. Me alegro de que sea Clark Gable quien se caiga de bruces, no yo"".

Por entonces, Selznick estaba convencido en contratar a Gable, y se dispuso a encontrar una manera de tomarlo prestado de MGM. Gable estaba asustado de decepcionar potencialmente a un público que había decidido que nadie más podía interpretar el papel. Más tarde admitió: "Creo que ahora sé cómo debe reaccionar una mosca después de quedar atrapada en una telaraña.": 189 
Según todos los informes, Gable se llevaba bien con los coprotagonistas y era gran amigo de la actriz afroamericana Hattie McDaniel; incluso le pasó una bebida alcohólica real durante la escena en la que celebraban el nacimiento de la hija de Scarlett y Rhett. Según Lennie Bluett, extra del film, Gable casi se marchaba del set de rodaje cuando descubrió que el estudio segregaba y señalizaba entre "Blanca" y "Color". Gable llamó all director de la película Victor Fleming y le dijo , "Si no quita esos letreros, no tendrá a su Rhett Butler". Consiguió que los letreros fueran retirados. Gable intentó boicotear su aparición en el estreno de la película en Atlanta, porque la misma McDaniel y Butterfly McQueen no se les permitió ir. Según las crónicas, solo fue después de que McDaniel le rogara que fuera. Gable y McDaniel aparecieron en otras películas, fueron amigos toda la vida y siempre asistía a sus fiestas de Hollywood.

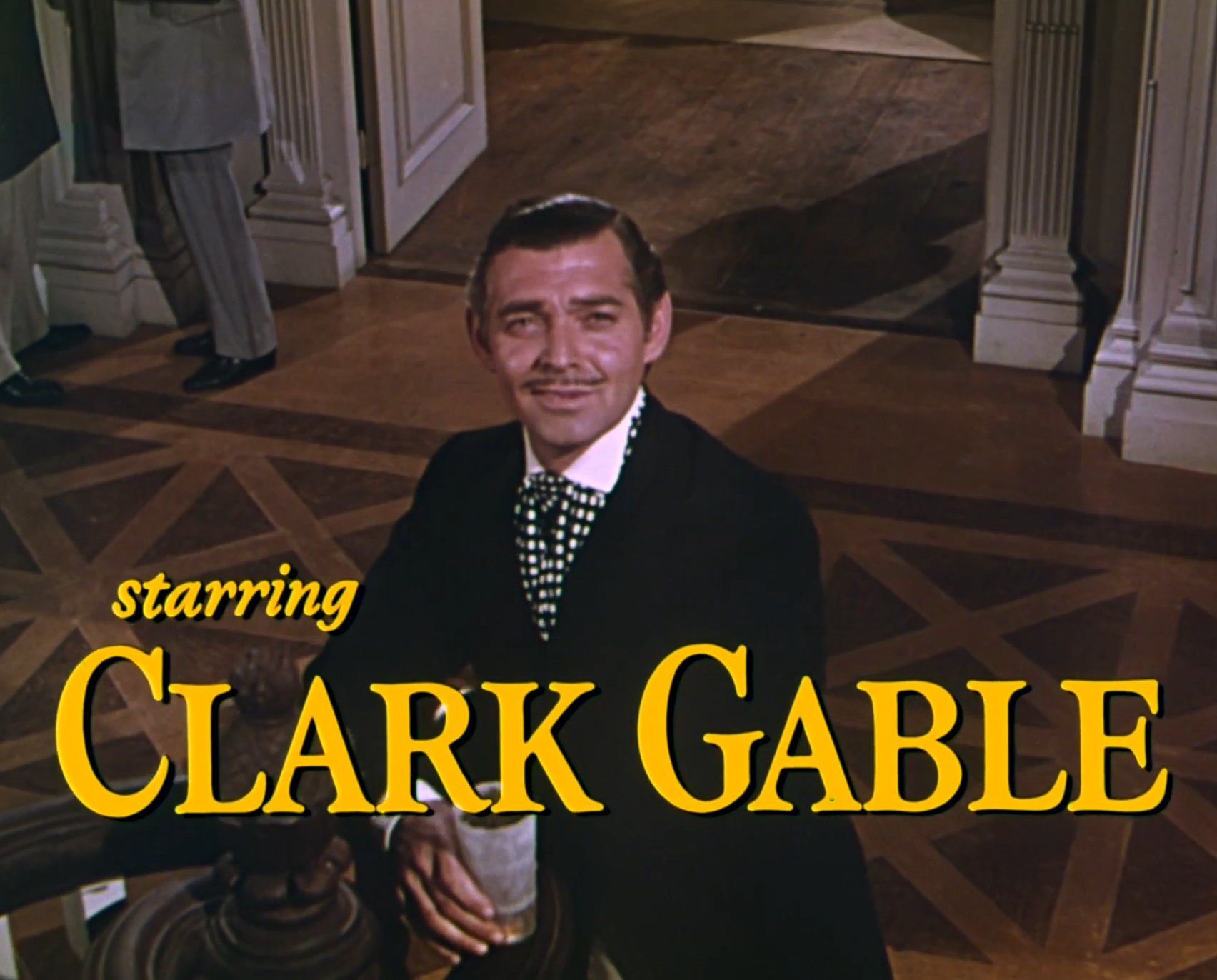
Gable como Rhett Butler

Gable no podía llorar en la escena después de que Rhett sin darse cuenta hace que Scarlett pierda a su segundo hijo. Olivia de Havilland le hizo llorar, después de comentar, "Oh, él no lo haría. ¡Él no lo haría! Victor (Fleming) probó todo con él. Trató de atacarlo a nivel profesional. Lo habíamos hecho sin que él llorara varias veces y luego tuvimos un último intento. Dije, 'Puedes hacerlo, sé que puedes hacerlo, y estarás espléndido  ...' Bueno, por el cielo, justo antes de que las cámaras empiecen a rodar, podías ver las lágrimas brotar de sus ojos. Puso todo su corazón en ello."
Años más tarde, Gable dijo que cada vez que su carrera comenzaba a desvanecerse, una reedición de Lo que el viento se llevó pronto reviviría su popularidad, y lo convirtió en un actor destacado por el resto de su vida. Una reedición publicitada "Clark Gable nunca se cansa de abrazar a Vivien Leigh".

### Matrimonio con Carole Lombard

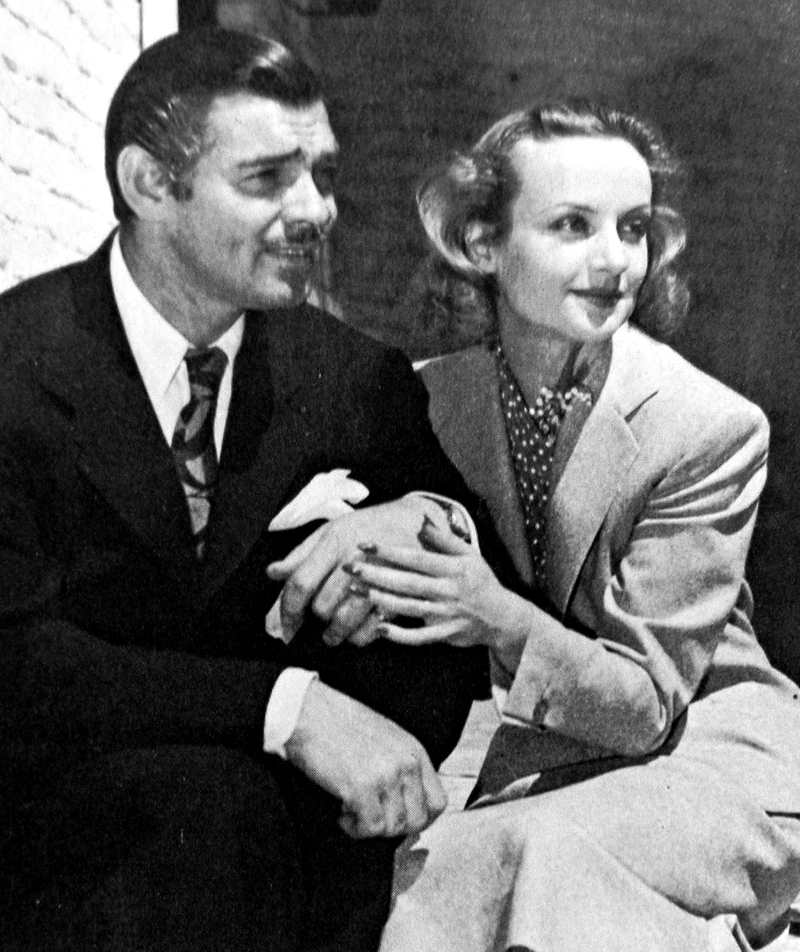
Gable con su tercera mujer, Carole Lombard, después de su viaje de novios en 1939

Su relación y matrimonio con Gable en 1939 con su tercera mujer, la actriz Carole Lombard (1908-1942), fue una de los periodos más felices de la vida personal del actor.: 189–201  Se conocieron en el rodaje de la película de 1932 Casada por azar (No Man of Her Own ), cuando Lombard aúne staba casada con el actor William Powell. Pero la relación no empezó hasta 1936, cuando se volvieron a encontrar en una fiesta. A partir de allí, fueron inseparables con las revistas citándolos como pareja oficial.
Gable se asentó personalmente estando cerca de la personalidad juvenil, encantadora y franca de Lombard, y una vez declaró: 

Puedes confiarle a esa pequeña chiflada tu vida, tus esperanzas o tus debilidades, y ella ni siquiera sabría cómo pensar en decepcionarte.: 182 

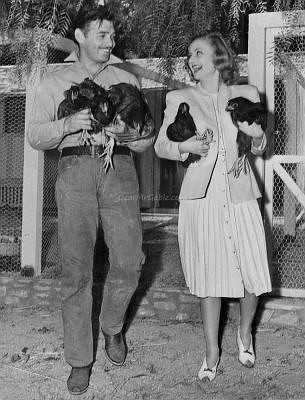
"Ma and Pa" como se llamaban afectuosamente con su rancho de Encino, California

Gable todavía estaba legalmente casado, alargado por las negociaciones en el divorcio de su segunda esposa, Ria Langham. El pacto llegó cuando cobró por Lo que el viento se llevó le permitió llegar a un acuerdo de divorcio con ella el 7 de marzo de 1939. El 29 de marzo, durante una pausa en la producción Gone with the Wind, Gable y Lombard se casaron en Kingman (Arizona): 200–201  y pasaron la luna de miel en la habitación 1201 del Arizona Biltmore Hotel. Compraron una rancho que pertenecía al director Raoul Walsh en Encino (California) por 50,000 dólares y lo convirtieron en su hogar. La pareja que se llamaban a sí mismos "Ma and Pa", tuvieron gran cantidad de animales como gallinas y caballos.
Con el ataque a Pearl Harbor, muchas estrellas de Hollywood se unieron a los esfuerzos de guerra, algunos como James Stewart se unieron al frente. Carole Lombard envió un telegrama a Franklin D. Roosevelt en nombre de Gable expresando su interés en hacerlo. Pero Roosevelt pensó que el actor de 41 años podría servir mejor con más papeles patrióticos en películas y campañas de bonos y Lombard comenzó incansablemente a venderlos.
El 16 de enero de 1942, Lombard era pasajera del Transcontinental and Western Air Flight 3 con su madre y su agente de prensa Otto Winkler. Había acabado su películas Ser o no ser (To Be or Not to Be), y estaba de camino a casa después de una exitosa gira de venta de bonos de guerra cuando el avión DC-3 del vuelo se estrelló contra la Montaña Potosí cerca de Las Vegas, matando a los 22 pasajeros a bordo, incluidos 15 militares en camino al entrenamiento en California. Gable voló al sitio de la tragedia para reclamar los cuerpos de su mujer, su suegra y Winkler, que había sido padrino en su boda. Lombard fue declarada la primera víctima femenina estadounidense de la Segunda Guerra Mundial y Gable recibió una condolencia personal del Presidente Roosevelt. La investigación del Civil Aeronautics Board sobre le vuelo decretó que la causa del accidente fue un error del piloto.: 250–251 
Gable volvió a su rancho de Encino rancho y llevó a cabo sus deseos funerarios como ella había pedido en su testamento. Un mes después, volvió a los estudios para trabajar con Lana Turner en su segunda película juntos, Reportaje sensacional (Somewhere I'll find you, 1942). Con un aspecto demacrado y habiendo perdido peso pro la tragedia, Gable estaba devastado emocionalmente pero Turner recueda que Gable fue "tremendamente profesional" durante el rodaje. Aunque hizo 27 películas más y se casó dos veces más, recuerda Esther Williams que "Nunca volvió a ser el mismo".

### 1939-1942: carrera antes de ir al frente
Entre su matrimonio con Lombard y la muerte de ésta, Gable siguió su carrera y acompañó a Norma Shearer en la película de intriga La delicia de los idiotas (Idiot's Delight ) (1939). Allí interpreta a un cantante de nightclub que no reconoce el amor anterior (Shearer) mientras los nazis se acercan a los huéspedes en un hotel al borde de la guerra. La película es memorable por la canción y la rutina de baile de Gable, "Puttin 'on the Ritz" y el final alternativo.

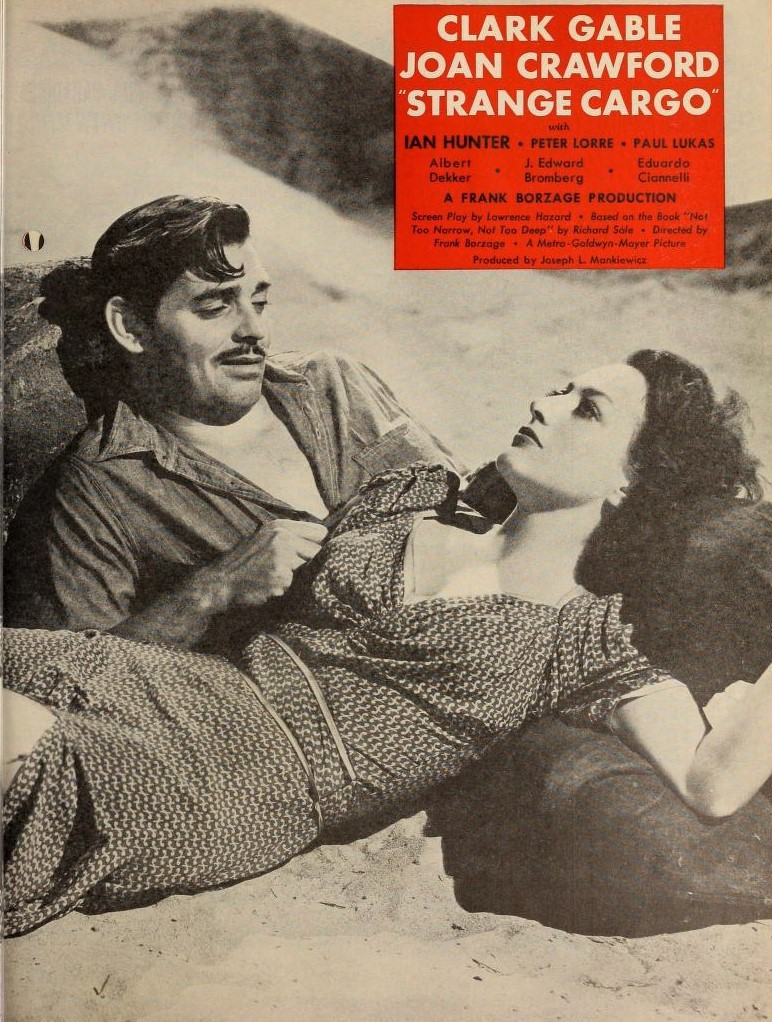
Gable y Crawford en Strange Cargo (1940)

Gable también protagonizó Extraño cargamento (Strange Cargo) (1940), un drama romántico con Joan Crawford, Peter Lorre y Ian Hunter. El film centra la acción en la Isla del Diablo donde uns convictos quieren escapar de la colonia penal. En el camino, Gable recoge a un artista local (Crawford). Esta sería la octava y última película juntos y, según las críticas, Gable y Crawford "demostraron nuevamente su magia en pantalla". La película estuvo entre las diez películas más taquilleras del año.
Gable hizo su primer film con la estrella de 20 años Lana Turner, una joven a la que MGM vio como un sucesor tanto para Crawford como para la recién fallecida Jean Harlow. Quiero a este hombre (Honky Tonk), 1941) es un wéstern en el que el personaje estafador/jugador de Gable se enamora de Turner, la hija de un juez joven y remilgado. Gable se había mostrado reacio a actuar frente al joven Turner en las escenas románticas requeridas. Pero su química se trasladó a la pantalla con Honky Tonk terminando tercero en la taquilla ese año. De hecho, la pareja se hizo popular y volvieron a coincidir en Reportaje sensacional (Somewhere I'll Find You, 1942) donde encarnan a dos corresponsales de guerra que viajan al escenario de la guerra del Pacífico y quedan atrapados en un ataque japonés. La película fue otro éxito acabando en la octava posición de las películas más taquilleras de 1942. El historiador de cine David Thomson escribió que la calidad de sus películas después de Lo que el viento se llevó "difícilmente se ajustaba a un ídolo nacional" y comenzó el declive de la carrera de Gable.

### 1942-1944: Segunda Guerra Mundial

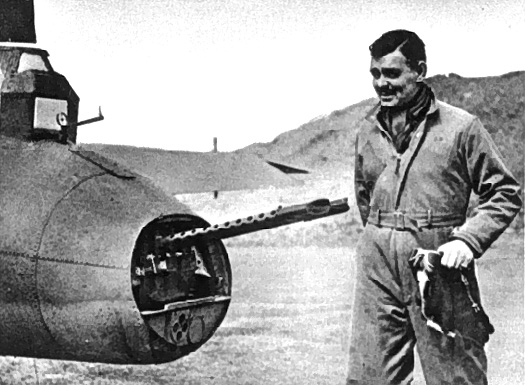
Gable En el Boeing B-17 Flying Fortress de la 8.ª Fuerza Aérea en Inglaterra, 1943

El 12 de agosto de 1942, después de la muerte de Lombard y la finalización del rodaje de Reportaje sensacional (Somewhere I'll Find You, 1942), Gable se alistó a las Fuerzas aéreas estadounidenses. Lombard le había que no hiciera como parte del esfuerzo de guerra, pero MGM se mostró reacio a dejarlo ir. El comandante de las Fuerzas Aéreas Henry H. "Hap" Arnold le ofreció un "asignación especial" en la Primera Unidad Cinematográfica después del entrenamiento básico.
The Washington Evening Star escribía que Gable hizo un examen físico en Bolling Field el 19 de junio, examen preliminar a incorporarse al ejército.
"Según fuentes fuera del departamento de guerra, el Sr. Gable se le ha asignado la función de hacer películas para las fuerzas aéreas. El teniente Jimmy Stewart, también actor, ya está haciendo esto."
Gable había expresado un interés anterior en la escuela a oficiales con la intención de convertirse en artillero aéreo al alistarse en la escuela de bombarderos. MGM hizo arreglos para que su amigo de estudio, el director de fotografía Andrew McIntyre se alistara con él y lo acompañara durante el entrenamiento. El 17 de agosto de 1942, poco después de su alistamiento, McIntyre y él fueron enviados a Miami Beach, donde entraron en la USAAF OCS Class 42-E. Ambos completaron el entrenamiento el 28 de octubre de 1942, donde fueron ascendidos a segundo teniente. Su clase de aproximadamente 2,600 estudiantes (de los cuales ocupó el puesto 700) seleccionó a Gable como su orador de graduación. El general Arnold luego le informó de su tarea especial: hacer una película de reclutamiento en combate con la Octava Fuerza Aérea para reclutar artilleros aéreos. Gable y McIntyre fueron enviados inmediatamente a la Escuela de Artillería Flexible en la Base de la Fuerza Aérea Tyndall, para posteriormente hacer un curso de fotografía en Fort George Wright y ser ascendido a primer teniente en la Universidad Estatal de Washington.
El 7 de enero de 1943, Gable fue al Aeródromo Miliar de Biggs, Texas para entrenar y acompañar a la 351.º de bombarderos a Inglaterra como jefe de una unidad cinematográfica. Además de McIntyre, le acompañaron el guionista John Lee Mahin, los operadores de cámara Sargento Mario Toti y Robert Boles, y el sonorista Teniente Howard Voss. Gable fue ascendido a capitán mientras estaba con esta unidad en el Aeródromo Militar Pueblo, Colorado, un rango acorde con su posición como comandante de unidad. (Antes de esto, él y McIntyre eran primeros tenientes.)

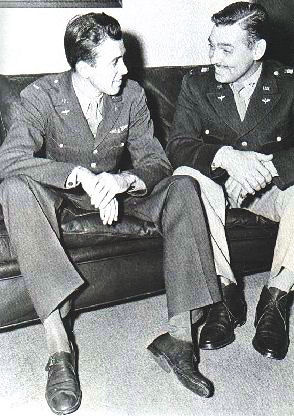
James Stewart y Gable, 1943

Gable pasó casi todo el 1943 En Inglaterra en la RAF Polebrook con la 351.º. Gable voló en cinco misiones de combate, incluida una a Alemania, como observador en el B-17 Flying Fortress entre el 4 de mayo y el 23 de septiembre de 1943, consiguiendo la Medalla del Aire y la Cruz de Vuelo Distinguido por sus trabajos. Durante una de sus misiones, el avión de Gable fue dañado por fuego antiaéreo y atacado por cazas, que derribaron uno de los motores y dispararon contra el estabilizador. En la incursión en Alemania, un tripulante murió y otros dos resultaron heridos, y el fuego antiaéreo atravesó la bota de Gable y no le dio en la cabeza por poco. Cuando la noticia de esto llegó a MGM, los ejecutivos de los estudios comenzaron a acosar a las Fuerzas Aéreas del Ejército para que reasignaran a su actor de pantalla más valioso a tareas que no fueran en el frente. En noviembre de 1943, Gable regresó a los Estados Unidos para editar su película, en un antiguo estudio de Warner's donado al esfuerzo bélico, asignado a la 18.ª Unidad Base de la AAF (Unidad cinematográfica) en Culver City, California, donde otras estrellas también contribuían con cualquier filmación que tuvieran.
En junio de 1944, Gable fue ascendido a mayor. Mientras esperaba otra asignación de combate, lo habían puesto en servicio inactivo y el 12 de junio de 1944, sus documentos de baja fueron firmados por el capitán Ronald Reagan. Gable completó la edición de la película Combat America en septiembre de 1944, poniendo él mismo la voz a la narración y utilizando numerosas entrevistas con artilleros alistados como foco de la película. Debido a que su cronograma de producción de películas le imposibilitó cumplir con los deberes de oficial de reserva, renunció a su cargo el 26 de septiembre de 1947, una semana después de que la Fuerza Aérea se convirtiera en un servicio independiente.
Adolf Hitler tenía en gran estima a Gable por encima de todos los demás actores de Hollywood. Durante la Segunda Guerra Mundial, Hitler ofreció una recompensa considerable a cualquiera que pudiera capturar y llevar a Gable ileso.: 268 
Gable fue distinguido por sus servicios con la Cruz de Vuelo Distinguido, la Medalla del Aire, la Medalla de la Campaña Americana, la Medalla de la Campaña Europea-Africana-Medio Oriente y la Medalla de Victoria de la Segunda Guerra Mundial.
De sus experiencias en la guerra, fueron usadas como técnica actoral en la película Sublime decisión (Command Decision, 1948), donde interpreta a un brigadier de la Segunda Guerra Mundial que supervisa los bombardeos sobre Alemania. Variety dijo, "La suya es una interpretación creíble, encarnando al general de brigada que debe enviar a sus hombres a una muerte casi segura con un entendimiento que demuestra su simpatía por el soldado...".

### 1945-1953: después de la Segunda Guerra Mundial
Immediatamente de su licenciatura del servicio, Gable volvió a su rancho para descansar. Personalmente, reprendió su relación con Virginia Grey, su compañera en películas como Test Pilot y Idiot's Delight y de la que los diarios dijeron que podía ser la próxima Señora Gable. En el ámbito profesional, la primera película de posguerra de Gable fue Aventura (Adventure, 1945), con Greer Garson, por aquel entonces la estrella rutilante de la MGM. Con el lema publicitario "Gable vuelve, y Garson lo tiene", el film fue todo un éxito, recaudando casi seis millones de dólares, aunque la crítica le dio la espalda.
Gable fue loado por su interpretación en Mercaderes de ilusiones (The Hucksters, 1947), una sátira sobre la corrupción y la inmoralidad en Madison Avenue, en la que comparte cartel con Deborah Kerr y Ava Gardner. La película fue muy taquillera, ocupando el undécimo lugar en las películas más vistas del año, pero tanto Variety como The New York Times criticaron la versión cinematográfica de la novela, y calificaron de pesado el tiempo de pantalla que ocupaba Gable.

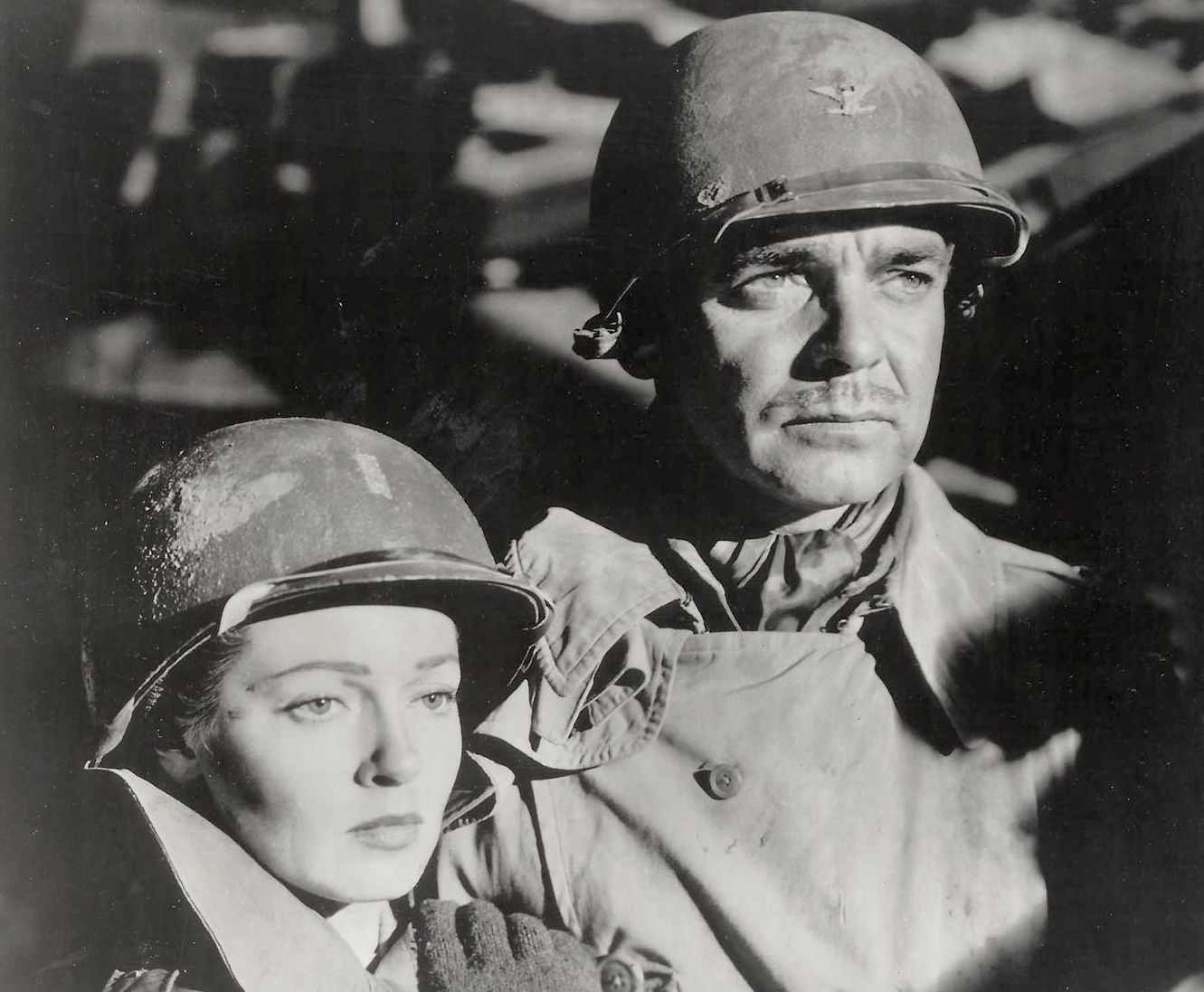
Turner y Gable en Homecoming (1948).

Gable siguió su carrera con su participación en La rival (Homecoming, 1948), donde encarna a un doctor que se alista a la Segunda Guerra Mundial para encontrarse al personaje de enfermera quirúrgica del ejército de Lana Turner con un romance que se desarrolla en flashbacks. Posteriormente, trabajó en el film bélico Sublime decisión (Command Decision, 1948), un drama psicológico con Walter Pidgeon, Van Johnson, Brian Donlevy y John Hodiak. Fue un éxito de público pero MGM perdió dinero por el alto costo de su reparto.
Gable siguió haciendo una serie de películas con compañeras femeninas: ¡Hagan juego! (Any Number Can Play, 1950) con Alexis Smith, Las llaves de la ciudad (Key to the City, 1950) con Loretta Young e Indianápolis (To Please a Lady, 1950) con Barbara Stanwyck. Aunque funcionaron bien en taquilla, fueron muchos más exitosos sus dos wésterns: Más allá del Missouri (Across the Wide Missouri, 1951) y Estrella del destino (Lone Star, 1952). En 1953, trabajó en No me abandones (Never Let Me Go, 1953) junto a Gene Tierney. Tierney era una de las actrices favoritas de Gable y se sintió muy decepcionado cuando, por problemas mentales tuvo que ser reemplazada por Grace Kelly en Mogambo.

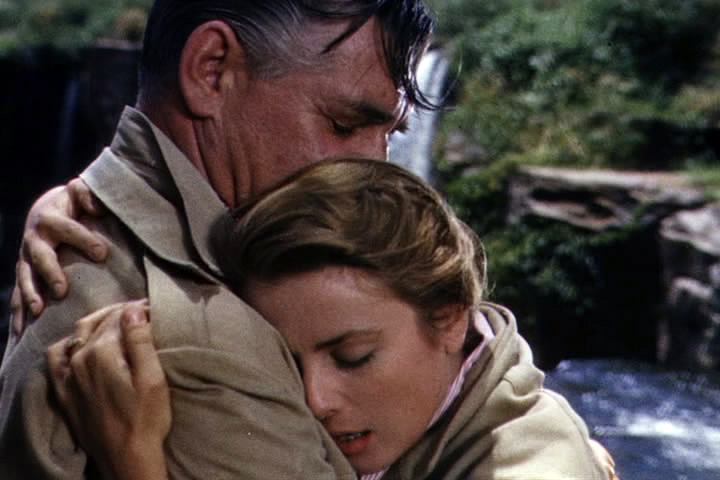
Gable and Grace Kelly in Mogambo (1953)

Mogambo (1953), dirigida por John Ford, fue una nueva versión algo aséptica y más orientada a la acción del éxito de Gable Red Dust, con Jean Harlow y Mary Astor. Ava Gardner, en su tercera aparición con Gable, fue bien recibida en el papel principal de Harlow, al igual que Kelly en el papel de Astor, y ambas recibieron nominaciones al Premio de la Academia, Gardner a Actriz Principal y Kelly a Actriz Secundaria. Mientras estaban en África, comenzaron a surgir rumores de una aventura entre Gable y Kelly (el resultado de las cenas privadas que tenían las estrellas), pero su relación era una amistad intensa según Gardner, y la propia Kelly que comentó sobre la falta de cualquier aspecto sexual, "tal vez por la diferencia de edad". La publicidad solo ayudó a la venta de entradas, ya que la película terminó en el séptimo puesto en la taquilla, recaudando 8.2 millones en el año, su mayor éxito desde que regresó a MGM después de la guerra.

### 1954: Gable abandona MGM

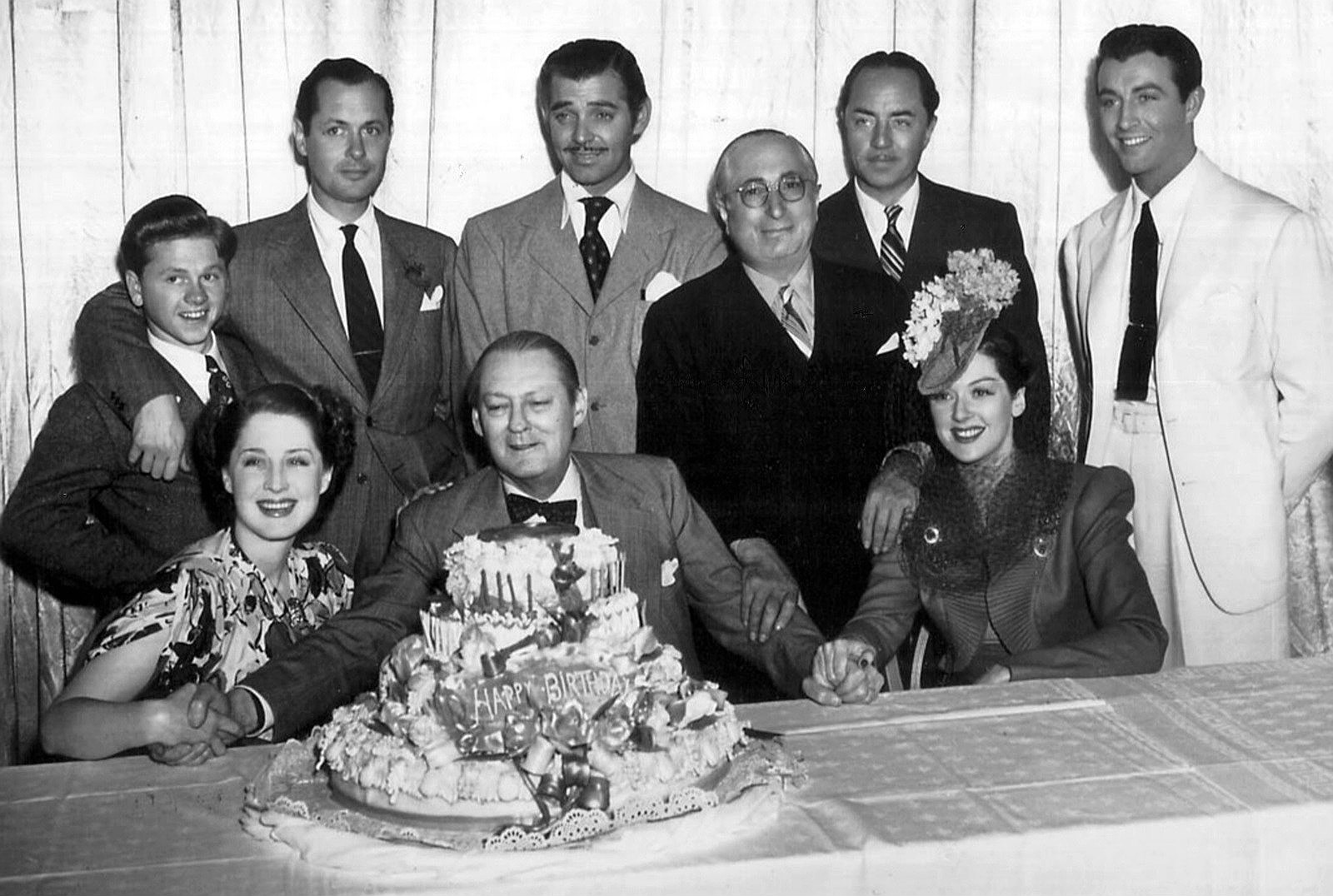
Lionel Barrymore en su 61º cumpleaños en 1939, de pie : Mickey Rooney, Robert Montgomery, Clark Gable, Louis B. Mayer, William Powell, Robert Taylor, sentado: Norma Shearer, Lionel Barrymore, y Rosalind Russell

A pesar de las críticas positivas sobre Mogambo, Gable cada vez estaba más molesto por los que consideraba papeles mediocres que le ofrecía MGM. Por su parte, el estudio consideraba que su salarioera excesivo. El jefe del estudio Louis B. Mayer fue despedido en 1951, en medio de la caída de los ingresos y el aumento de los costos de producción de Hollywood, debido en gran parte a la creciente popularidad de la televisión. El nuevo jefe del estudio, Dore Schary, luchó por mantener las ganancias para el estudio. Muchas estrellas de MGM de mucho tiempo fueron despedidas o sus contratos no fueron renovados, incluidos Greer Garson y Judy Garland.
Gable rechazó renovar su contrato. Su último película con MGM fue Brumas de traición (Betrayed) (1954), un drama de espionaje con Turner y Victor Mature. El crítico Paul Mavis escribió, "Gable y Turner simplemente no hacen clic como deberían aquí... las malas tramas y líneas nunca impidieron que estos dos profesionales obtuvieran buenas actuaciones en otras películas." En marzo de 1954, Gable dejó MGM.

### 1955-1957: después de MGM
Sus dos siguientes proyectos serían para la 20th Century Fox: Cita en Hong Kong (Soldier of Fortune ) (1955), una aventura con Susan Hayward, y Los implacables (The Tall Men 1955), un wéstern con Jane Russell y Robert Ryan. Ambas eran correctas aunque con una acogida modesta por parte del público. En todo caso, Gable pudo conseguir sus primeros honorarios en el apartado de royalties. En 1955, Gable aún estaba entre los diez principales actores más taquilleros (la última vez que estaría en una posición tan alta).

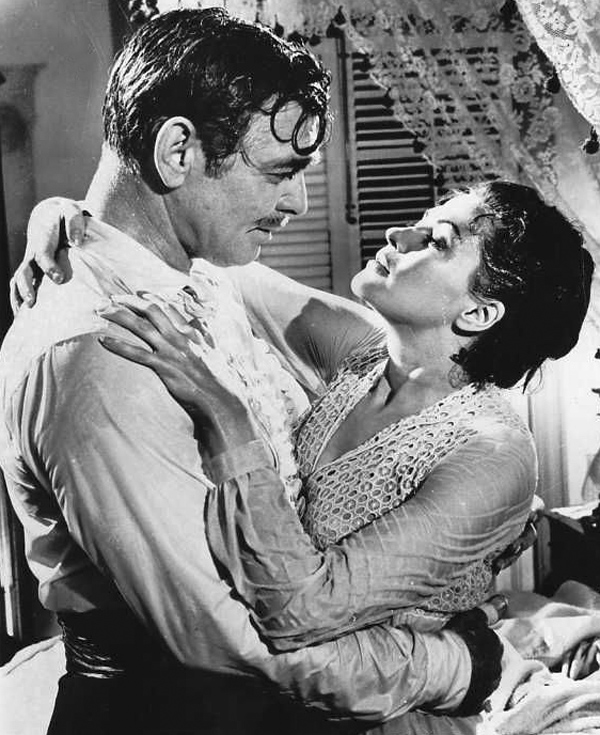
Gable e Yvonne De Carlo en La esclava libre (1957)

Ese mismo año, Gable se casó por quinta vez con Kay Spreckels (nombre de soltera, Kathleen Williams). Una modelo y actriz que a su vez tenía tres matrimonios en su haber. Gable se convirtió en padrastro de Bunker Spreckels, que gozó de una notable fama como surfista en la década de los 60 y 70 hasta que encontró la muerte en 1977.
Gable también participó en la creación de Russ-Field-Gabco en 1955, una productora junto a Jane Russell y su marido Bob Waterfield, con la que produjeron Un rey para cuatro reinas (The King and Four Queens) (1956), un film en el que Gable vuelve a compartir cartel con Russell y con moderado éxito. Por su parte, fue la única experiencia como productor de Gable, cosa que encontró demasiado trabajo máxime si también tenía que actuar.
Posteriortmente, abandonó el proyecto de Universal-International Zafarrancho de combate (Away All Boats), para embarcarse en el rodaje de Warner Bros. La esclava libre (Band of Angels) (1957), junto a Yvonne De Carlo y un jovencísimo Sidney Poitier. La película no fue bien recibida, a pesar de las similitudes de Gable con Rhett Butler. Newsweek dijo, "Aquí hay una película tan mala que debe ser vista para ser descreída.": 351 

### 1958-1960: Paramount

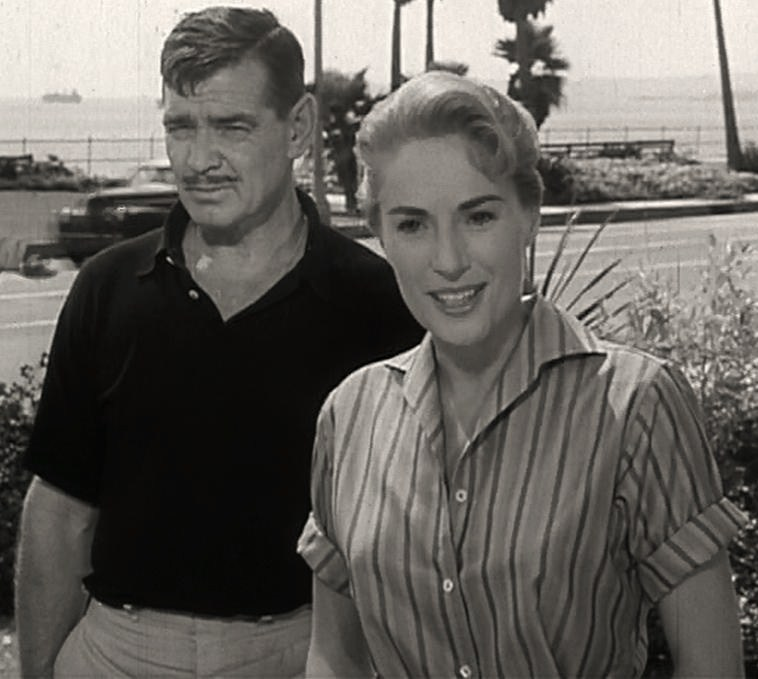
Escena de Gable junto a Mary LaRoche̟ en Torpedo (1958)

Acto seguido, se juntó a Doris Day en Enséñame a querer (Teacher's Pet, 1958), rodado en blanco y negro para la Paramount. Y poco después, rodó Torpedo (Run Silent, Run Deep, 1958), junto a Burt Lancaster (también productor) y que contaba con su primera muerte en pantalla desde 1937. Gable comenzó a recibir ofertas de televisión, pero las rechazó rotundamente. A los 57 años, Gable finalmente reconoció: "Ahora es el momento de actuar a mi edad".: 361  Sus contratos comenzaron a incluir entre sus cláusulas que sus sesiones de rodaje debían de acabar a las cinco de la tarde.
Sus siguientes dos películas serían comedias ligeras para Paramount: No soy para ti (But Not for Me, 1959), con Carroll Baker, y Capri / La bahía de los ensueños (It Started in Naples, 1960) con Sophia Loren. Capri, fue escrita y dirigida por Melville Shavelson y en la que básicamente está entregada para la belleza de Loren. La película fue un éxito de taquilla y fue nominada a los Óscvar a la mejor dirección artística y dos Globos de Oro, una a la mejor película y la de mejor actriz. Filmada principalmente en Italia, fue la última película de Gable en color. Mientras estaba allí, el peso de Gable había aumentado a 104 kilos, algo que atribuyó a la pasta, y comenzó una dieta de choque para lograr un peso objetivo de 88, junto con dejar de beber y fumar brevemente, para pasar un examen físico requerido para su próxima película.
El 8 de febrero de 1960, Gable recibió una estrella en el paseo de la fama de Hollywood en el número 1608 de Vine Street.

### 1961:Vidas rebeldes

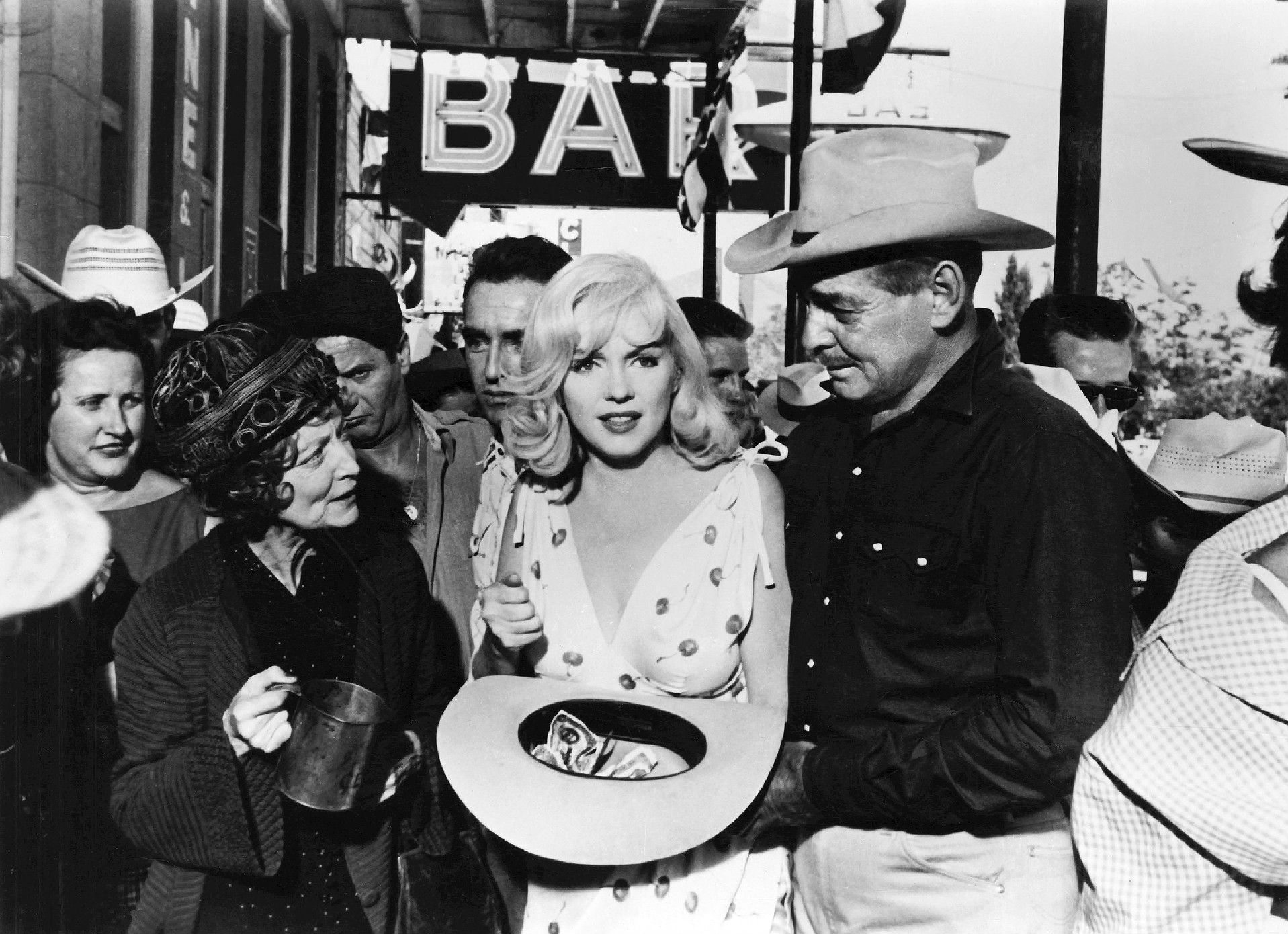
Marilyn Monroe y Gable con Eli Wallach y Montgomery Clift (al fondo) en The Misfits (1961)

Su última película fue The Misfits (Vidas rebeldes), dirigida por John Huston y coprotagonizada por Montgomery Clift y Marilyn Monroe. Muchos críticos afirman que la interpretación de Gable fue la más fina de su carrera y Gable, después de ver las tomas, estaba de acuerdo en ello, aunque no recibiera ninguna nominación del Óscar por ello. Arthur Miller escribió el guion para su mujer Monroe; se trataba de dos vaqueros envejecidos y un piloto que van de mustang en Reno, Nevada, y todos se enamoran de una rubia. En 1961, era una película algo desconectada con sus temas del oeste antihéroe, pero desde entonces se ha convertido en un clásico.
El pintor Al Hirschfeld creó una obra retratando a las estrellas de la obra (Clift, Monroe, Gable y el guionista Miller), en lo que se sugiere como una típica escena "en el plató" durante un problema de producción. En un documental de 2002, Eli Wallach recordó las escenas de disputas de mustang que Gable insistió en realizar él mismo: "Tienes que pasar un examen físico para filmar eso" y "era un profesional que se iba a casa a las 5 de la tarde con una esposa embarazada". The New York Times describió la interpretación de Gable "como un viejo vaquero coriáceo con una inclinación realista en la mayoría de las cosas sencillas" irónicamente vital, con su muerte antes del estreno de la película.

## Muerte
Dos días después de finalizar el rodaje de Vidas rebeldes, Gable sufrió una trombosis coronaria y tras una aparente recuperación, la repetición del ataque cardíaco diez días después provocó su fallecimiento el 16 de noviembre de 1960 en Los Ángeles, a la edad de 59 años. El personal médico no realizó la resucitación cardiopulmonar por temor a que el procedimiento afectara el corazón de Gable, y no había un desfibrilador disponible.
Fue enterrado junto a su esposa Carole Lombard y la madre de ésta en el cementerio Forest Lawn Memorial Park de Glendale, en Los Ángeles. Spencer Tracy y James Stewart hicieron de portadores del féretro.

## Vida personal

### Matrimonios, romances e hijos

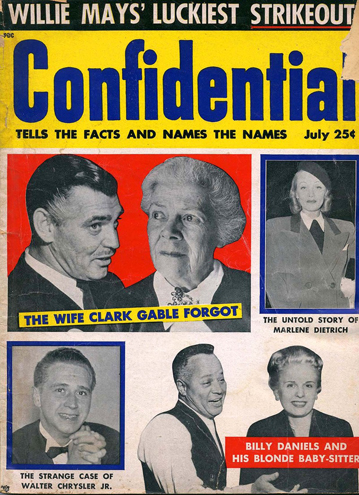
Confidential Magazine de 1957 con el artículo sobre la primera mujer de Gable, Josephine Dillon

Gable se casó en cinco ocasiones. Estaba comprometido con la actriz Franz Dorfler cuando vivía en Astoria, Oregón. Ella se convertiría en su entrenadora y gerente de actuación, Josephine Dillon. Gable y Dillon se casaron en 1924 y se divorciaron en 1930. Gable diría "tenía hacia ella una deuda de gratitud" por la formación que recibió de Dillon en los primeros años de su carrera. Su segunda mujer fue la socialite texana Maria Franklin Prentiss Lucas Langham. La pareja se divorció el 7 de marzo de 1939. Solo 13 días después, durante la producción de Gone with the Wind, Gable se casó con la actriz Carole Lombard,: 200–201  que moriria en un accidente de avión tres años después.
En 1948, tuvo un breve romance con Paulette Goddard antes que, un año después, se casara con Sylvia Ashley, una modelo y actriz que anteriormente había sido la viuda de Douglas Fairbanks, Sr. La relación fue profundamente decepcionante y se divorciaron en 1952.
En 1955, Gable se casó con Kay Spreckels (nombre de soltera, Kathleen Williams), una modelo y actriz que había estado casada anteriormente con el heredero Adolph B. Spreckels, Jr., y se convirtió en padrastro de sus dos hijos. El 20 de marzo de 1961, Kay Gable nació su único hijo biológico, John Clark Gable, en el mismo hospital en el que su padre muriese meses antes. John Clark hizo carreras de coches y camiones como el de Baja 500 y 1000, y rechazó ofertas de Hollywood para actuar hasta Bad Jim (1990), una película directa a video. En 1999, su trabajo con la Fundación Clark Gable ayudó a restaurar la casa en la que nació su padre y abrirla como museo en Cádiz, Ohio.: 380–383  Tuvo dos hijos: Kayley Gable (nacido en 1986) y Clark James Gable (1988–2019). Kayley es actriz, mientras que Clark James fue el presentador de dos temporadas del programa de telerrealidad a nivel nacional Cheaters. Clark James moriría a los 30 años el 22 de febrero de 2019.
Durante el rodaje de The Call of the Wild de 1935, la actriz protagonista Loretta Young se quedó embarazada presuntamente de Gable. Su hija Judy Lewis nació el 6 de noviembre de 1935 en Venice (California). Young ocultó su embarazo en un elaborado esquema. Diecinueve meses después del nacimiento, afirmó haber adoptado al bebé. La mayoría en Hollywood (y algunos en el público en general) creían que Gable era el padre de Lewis debido a su gran parecido y por la coincidencia con su nacimiento.
Cinco años después de la muerte de Gable, cuando se enfrentó a Lewis, Loretta Young dijo que ella era la madre biológica de Lewis y que Gable era su padre por una aventura. Young murió el 12 de agosto de 2000; su autobiografía, publicada después de su muerte, confirmó que Gable era el padre de Lewis. Judy Lewis murió de cáncer a los 76 años el 25 de noviembre de 2011. En 2014, la nuera de Young alegó que ésta había dicho en 1998 que Judy Lewis fue concebida a causa de una violación, pero que Young tuvo que decir que había sido producto de una aventura con Gable. Afirmaba también que esto era un secreto conocido en Hollywood en ese momento, pero que habían optado por permanecer en silencio.

### Política
Gable se consideraba un republicano conservador, aunque prácticamente nunca habló de política en público. Su tercera esposa, Carole Lombard, era una activista demócrata liberal, y fue ella la que le convenció a apoyar al presidente demócrata Franklin D. Roosevelt y su New Deal. En 1944, formó parte del Motion Picture Alliance for the Preservation of American Ideals, una organización anticomunista junto a Ronald Reagan, John Wayne, Gary Cooper, entre otros. En febrero de 1952, asistió a un mitin televisado en Nueva York donde instó con entusiasmo al general Dwight D. Eisenhower a postularse para presidente, cuando ambos partidos todavía buscaban a Eisenhower como su candidato. Aunque sufrió diversas trombosis coronarias, Gable votó por correo por Richard Nixon en las elecciones presidenciales de 1960.

## Estilo como estrella

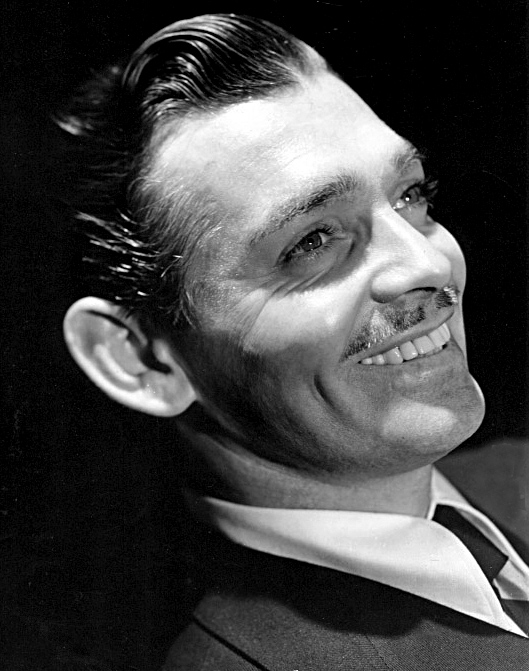
Gable en 1938

Doris Day dijo de Gable que "Era tan masculino como cualquier hombre que haya conocido, y tanto un niño pequeño como un hombre adulto hubiesen querido ser como él. Era esta la combinación la que tuvo un efecto tan devastador en las mujeres.": 352 
Su compañera y amiga Joan Crawford dijo de él el show de David Frost de enero de 1970 que "Era un rey allá donde iba. Se ganó el título. Caminaba como tal, se comportaba como tal y era el hombre más masculino que he conocido en mi vida. Gable tenía cojones."
Por su parte, Robert Taylor afirmó que Gable "Era un gran, gran tipo, y ciertamente una de las grandes estrellas de todos los tiempos, si no la más grande. Creo que sinceramente dudo que haya otro como Clark Gable; fue único en su clase."
En sus memorias, Bring on the Empty Horses, David Niven dejó escrito que Gable era amigo íntimo suyo y fue un gran apoyo después de la muerte repentina y accidental de la primera esposa de Niven, Primula (Primmie), en 1946. Primmie había apoyado emocionalmente a Gable después de la muerte de Carole Lombard cuatro años antes. Niven recuerda a Gable arrodillado a los pies de Primmie y sollozando mientras ella lo abrazaba y lo consolaba. Niven también afirma que Arthur Miller, el autor de The Misfits, había descrito a Gable como "el hombre que no sabía cómo odiar."
Pero Gable también fue criticado por alterar aspectos de un guion que sintió que estaban en conflicto con su imagen. El guionista Larry Gelbart, como dijo en la biografía de James Garner afirmó que Gable, "...rechazó en ir en un submarino en el rodaje de la película Torpedo porque Gable no quería ahogarse."
Eli Wallach dijo en su autobiografía de 2006 The Good, The Bad and Me, que una de sus actuaciones de más dramáticas de su vida en The Misfits fue cortada del metraje final. El personaje de Wallach estaba emocionalmente aplastado cuando visita a Roslyn (Marilyn Monroe) y, en cambio, se encuentra con el personaje de Gable y se da cuenta de que cualquier esperanza con Roslyn se desvanece. Gable exigió (según indicaban sus derechos contractuales) que esa escena fuese eliminada, y cuando Wallach habló con él, Gable le explicó que sentía que "su personaje nunca le robaría una mujer a un amigo."

## Premios y distinciones
Premios Óscar
| Año  | Categoría   | Película                                                | Resultado |
| ---- | ----------- | ------------------------------------------------------- | --------- |
| 1935 | Mejor actor | Sucedió una noche (It Happened One Night)               | Ganador   |
| 1936 | Mejor actor | Motín a bordo / Rebelión a bordo (Mutiny on the Bounty) | Nominado  |
| 1940 | Mejor actor | Lo que el viento se llevó (Gone with the Wind)          | Nominado  |

Premios Globo de Oro
| Año  | Categoría                       | Película                          | Resultado |
| ---- | ------------------------------- | --------------------------------- | --------- |
| 1959 | Mejor actor - Comedia o musical | Enséñame a querer (Teacher's Pet) | Candidato |
| 1960 | Mejor actor - Comedia o musical | No soy para ti (But Not for Me)   | Candidato |